# Eckhard Gnodtke

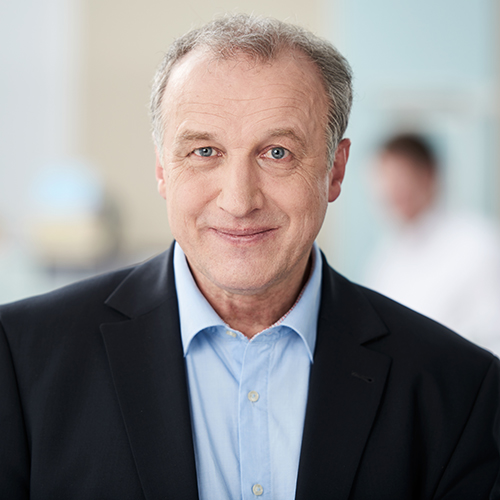
Eckhard Gnodtke

Eckhard Gnodtke (nascido em 7 de janeiro de 1958) é um político alemão. Nascido em Lüchow, Baixa Saxónia, ele representa a CDU. Eckhard Gnodtke é membro do Bundestag do estado da Saxônia-Anhalt desde 2017.

## Vida
Ele tornou-se membro do bundestag após as eleições federais alemãs de 2017. Ele é membro do comité de defesa.